# Парадокс рычага
Парадокс рычага — парадокс теории относительности, наглядно демонстрирующий на примере рычага отличие динамики твёрдого тела теории относительности от классической динамики. Из объяснения этого парадокса следует, что механика Ньютона не пригодна для упруго напряжённых тел даже как приближение для малых скоростей. Впервые был объяснён М. Лауэ на основе принципа эквивалентности массы и энергии.

## Формулировка
Рассмотрим коленчатый рычаг с двумя перпендикулярными равными плечами, находящийся в равновесии в системе отсчёта, относительно которой он покоится. Из условия уравновешивания моментов следует, что силы, действующие на плечи рычага перпендикулярно к ним, равны по величине.
Рассмотрим эту установку в системе отсчёта, движущейся со скоростью {\displaystyle v} относительно рычага параллельно одному из плеч рычага. Покажем, что в этой системе отсчёта моменты внешних сил уже не уравновешиваются. Плечо, параллельное скорости {\displaystyle v}, сокращается в отношении {\displaystyle {\sqrt {1-{\frac {v^{2}}{c^{2}}}}}} и в этом же отношении сокращается сила {\displaystyle F}, действующая на него, так что момент силы, сокращается в отношении {\displaystyle 1-{\frac {v^{2}}{c^{2}}}}, в то время как длина другого плеча {\displaystyle l} и действующая на него сила не меняются.
Таким образом, в новой системе отсчёта на рычаг действует крутящий момент {\displaystyle {\frac {Flv^{2}}{c^{2}}}}, и всё же рычаг не вращается, а движется равномерно поступательно.

## Объяснение парадокса
Парадокс рычага объясняется инертностью энергии. Сила {\displaystyle F}, параллельная {\displaystyle v}, совершает работу {\displaystyle Fv} в единицу времени, а такая же работа отдаётся рычагом его оси. Таким образом, по плечу рычага, перпендикулярному {\displaystyle v}, течёт поток энергии {\displaystyle Fv}, инертная масса которого {\displaystyle {\frac {Fv}{c^{2}}}}. В том месте, где этот поток входит в рычаг, его импульс равен {\displaystyle {\frac {Fv^{2}}{c^{2}}}}, а момент импульса - крутящему моменту {\displaystyle {\frac {Flv^{2}}{c^{2}}}}, что совпадает с вычисленным прежде.
Таким образом, механика Ньютона непригодна для упруго напряжённых тел даже как приближение для малых скоростей.